# Tampinha
José Augusto da Silva Curvo ComMM (Cuiabá, 27 de agosto de 1949 — 20 de janeiro de 2022), também conhecido como Tampinha, foi um médico e político brasileiro filiado ao Partido Social Democrático (PSD). Por Mato Grosso, foi deputado federal em duas ocasiões e secretário de Saúde durante o governo Wilmar de Faria, além de vereador da capital Cuiabá.
Foi casado com Mônica Curvo e teve seis filhos.

## Carreira política
Começou sua carreira política em 1986 ao ser nomeado secretário de Saúde de Mato Grosso pelo governador Wilmar Peres de Faria. Permaneceu no cargo até 1987.
Foi eleito vereador de Cuiabá em 1988 e deputado federal pelo estado de Mato Grosso em 1990.
Em julho de 1992, como deputado federal, Curvo foi admitido pelo presidente Fernando Collor à Ordem do Mérito Militar no grau de Comendador especial. Entretanto, em 29 de setembro de 1992, votou a favor do processo de impeachment de Collor.
Candidatou-se a prefeito de Cuiabá em 1992, sendo derrotado por Dante de Oliveira. Após passar pelo PL, ingressou no PMDB. Neste partido concorreu a deputado federal em 1994 e a deputado estadual em 2002, sem lograr êxito. 
Candidatou-se a deputado federal em 2014 pelo PDT, chegando a ser primeiro suplente. Entre 20 de janeiro a 22 de dezembro de 2019, exerceu o mandato de deputado federal, ocupando a vaga de Ezequiel Fonseca. Permaneceu no cargo até 22 de dezembro de 2019 com o retorno do titular.
Faleceu no Hospital Oswaldo Cruz em São Paulo, vítima de complicações da COVID-19.